# General Grievous
El General Grievous és un personatge de la saga Star Wars.
General Estratega Droide de la Confederació. Mig fet de metall i mig de carn, el Capità suprem del droides va causar la destrucció en molts planetes.
Va començar essent un General Kaleesh, que eren uns éssers alienígenes rèptils de pell rogenca. En el seu planeta Kalee, va devastar un munt de ciutats Huk, que eren uns éssers insectoides rivals dels Kaleesh. Una vegada acabada la guerra, guanyada pels Huk gràcies a la República, els Kaleesh van quedar molt endeutats, i el Clan Bancari Interespacial va accedir a ajudar-los amb la condició que en Grievous es convertís en el general estrateg de la Confederació. Però en un principi, en Grievous no ho va acceptar.
Llavors, la nau que transportava a en Grievous es va estavellar, i els del Clan Bancari li van dir que el podien salvar si s'ajuntava a la confederació. Ell va acceptar i va esdevenir el general estrateg. Durant mesos es va estar entrenant amb el Comte Dooku en les arts jedi, i va esdevenir un assassí de jedi.
Durant la batalla de Geonosis, en Grievous ja estava dins la confederació, i es trobava a Geonosis. Durant la batalla va estar a cobert, però va ser descobert per un jedi, però en Grievous va matar el jedi, i va continuar en l'anonimat. Després d'això va continuar batallant en les guerres clon en secret, fins a Hypori, on es va presentar amb una gran massacre de jedi i de clons.
Grievous després va segrestar al Canceller Palpatine, i després que Obi Wan Kenobi i Anakin Skywalker rescatessin al Canceller, va fugir al planeta Utapau, on va restar a cobert, fins que Obi Wan el va trobar, i el va matar en un intens combat.

## Magnaguàrdia[calcitació]
Els MagnaGuàrdies IG són els Guardaespatlles del General Grievous eren uns androides que posseïen cervells electrònics de la tecnologia més desenvolupada.
Van ser programats per a combatre eficientment cos a cos i a llarga distància, a més tenien la capacitat d'adquirir experiència pròpia en combat i millorar la seva perícia. Van acompanyar al General Grievous en totes les seves campanyes i el protegien de qualsevol atemptat, mentre ell planificava o comandava batalles. Durant la Batalla de Coruscant una dotzena de Guardaespatlles van ajudar el General Grievous a segrestar al Canceller Palpatine. Encara que 10 van ser destruïts, dos dels seus més fidels unitats (IG-101 i IG-102) van assolir sobreviure i acompanyar-lo a la seva nau cabdal "La Mà Invisible".
Però després d'infiltrar-se Anakin Skywalker i Obi-Wan Kenobi, aquestes dues unitats van ser destruïdes en el mateix pont de comandament de la nau. En el planeta Utapau, quatre guardaespatlles anaven a enfrontar-se a Kenobi, tres d'ells van ser aniquilats ràpidament pel Jedi usant la Força per a desplomar una pesada estructura metàl·lica sobre ells, l'altre va quedar semiatrapat sota el bloc i va intentar arribar al seu electrovara, però va ser decapitat per Obi-Wan abans que pogués arribar-la a agafar.